# Rohrbach bei Mattersburg

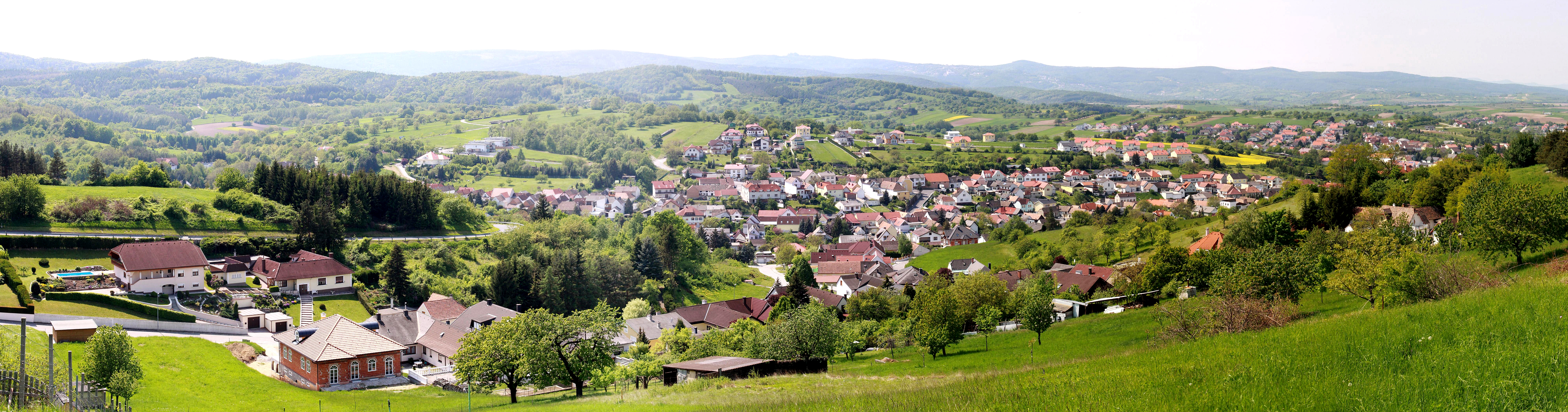
Panoramabild der Gemeinde

Panoramabild des Rohrbacher Kogels (388 m.ü.A., links im Bild) mit dem Natur- und Landschaftsschutzgebiet Teichwiesen

Rohrbach bei Mattersburg (ungarisch Fraknónádasd, Nádasd; kroatisch Orbuh) ist eine Marktgemeinde mit 2684 Einwohnern (Stand 1. Jänner 2025) im Bezirk Mattersburg im Burgenland in Österreich. Die Gemeinde liegt im Naturpark Rosalia-Kogelberg.

## Geografie
Rohrbach bei Mattersburg liegt an den Nordhängen des Ödenburger Gebirges an der österreichisch-ungarischen Grenze. Der Ort ist in die Hügellandschaft des östlichsten Alpenausläufers eingebettet, deren Landschaft sich aus den gegensätzlichen morphologischen Formen von Ostalpen und ungarischer Tiefebene zusammensetzt.
Sanft laufen die Alpen hier aus, ihre letzten Hügel verlieren sich in den letzten Ausläufern der kleinen ungarischen Tiefebene. Die Kuppen des Ödenburger Gebirges schmückt ein dichter Mischwald, an den sich eine vielgliedrige landwirtschaftliche Flur mit einem reichhaltigen Obstbaumbestand anschließt; zahlreiche Kirschbäume verleihen zur Blütezeit der Landschaft ein geradezu märchenhaftes Flair. Das relativ warme und trocken gemäßigte pannonische Klima lässt mächtige Edelkastanienhaine wachsen und fördert den Weinbau.
Die sonnseitigen Hänge des Rohrbacher Kogels zählen mit ihren zahlreichen Streuobstwiesen, Trockenrasen und Mähwiesen zu den schönsten und ausgedehntesten Trockenlandschaften im Burgenland. Das milde Klima, der kalkhaltige Boden und die frühzeitige Rodung des Waldes führten zur Entstehung einer wärmeliebenden, überaus artenreichen Flora und Fauna. Das Gebiet ist als „Naturschutzgebiet Rohrbacher Kogel“ unter besonderen Schutz gestellt.
Auch die in einer Talung am Fuße des Kogels gelegenen „Teichwiesen“ sind Naturschutzgebiet. Das weitgehend verschilfte Feuchtgebiet im Zentrum des Gebietes ist randlich von Überschwemmungswiesen umgeben, die in den höher gelegenen Bereichen, den „Hangwiesen“ zu ausgedehnten, extensiv genutzten Mager- und Trockenwiesen übergehen. Die Bedeutung des im Mattersburger Hügelland gelegenen Europaschutzgebietes liegt in der Vielfalt an unterschiedlichen Lebensraumtypen, die von Trockenrasen über verschiedene Ausbildungen von Mähwiesen bis zu Sumpf- und Wasserflächen reichen. Damit verbunden ist ein überaus großer Artenreichtum an mitunter stark bedrohten Tier- und Pflanzenarten.
Im waldreichen Süden des Gemeindegebietes, im Rohrbacher Wald, entspringt der Aubach als oberster Fließabschnitt des Flusses Ikva.

### Nachbargemeinden
|            | Zemendorf-Stöttera und Draßburg             | Schattendorf              |
| Marz       | Kompassrose, die auf Nachbargemeinden zeigt | Loipersbach               |
| Sieggraben | Lackenbach                                  | Sopron (Ödenburg, Ungarn) |

## Geschichte

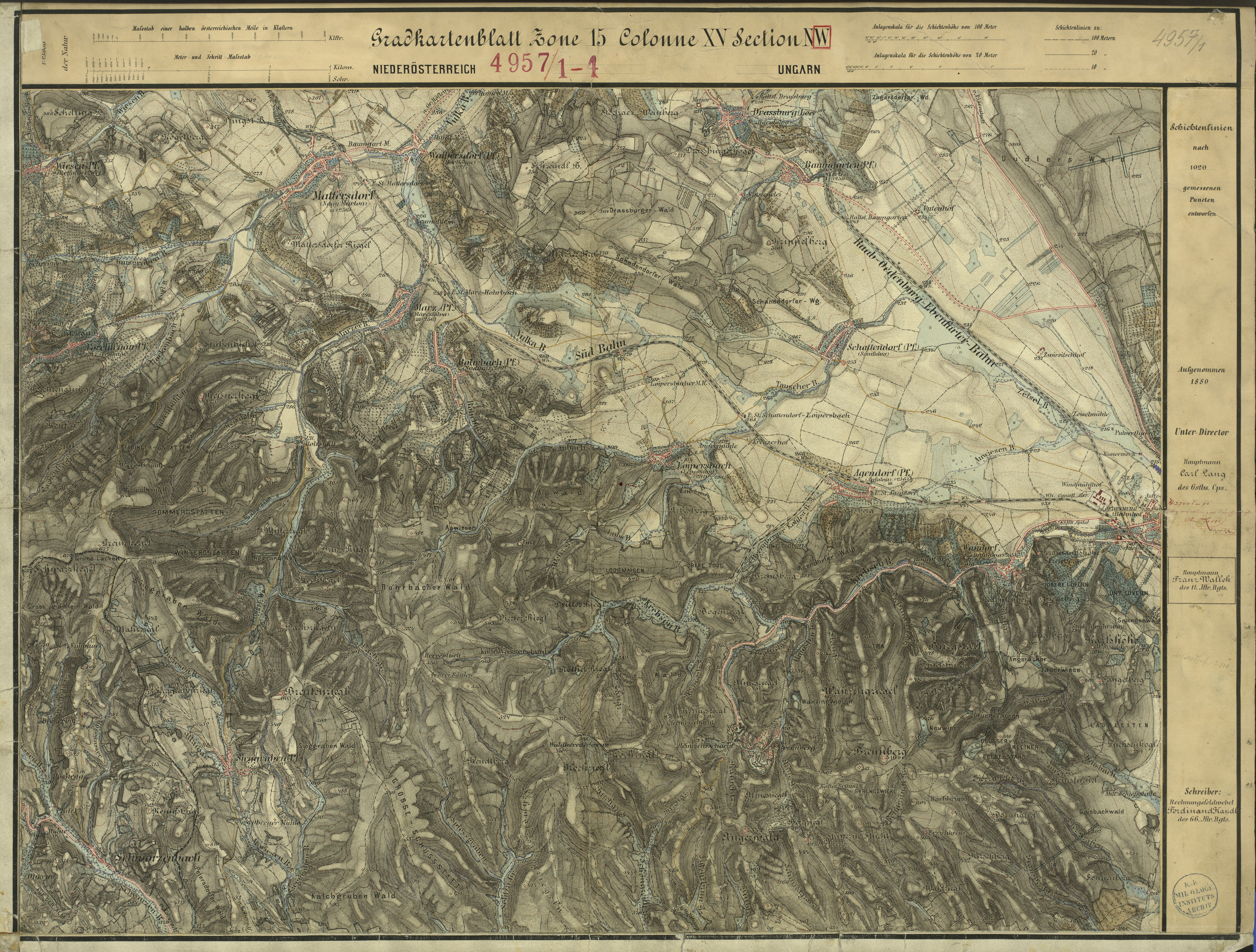
Rohrbach im Südosten von Marz und Mattersdorf/Nagy Márton (Mitte), um 1880 (Aufnahmeblatt der Landesaufnahme)

Vor Christi Geburt war das Gebiet Teil des keltischen Königreiches Noricum und gehörte zur Umgebung der keltischen Höhensiedlung Burg auf dem Schwarzenbacher Burgberg. Später im Römischen Reich war das Gebiet Teil der Provinz Pannonia. Damals führte eine Straße von „Scarabantia“ (Ödenburg) nach „Aquae“ (Baden) über Rohrbacher Gebiet. In unmittelbarer Nähe wurden in den 1960er-Jahren die Reste einer römischen Landvilla ausgegraben.
Im Jahr 1899 wurde neben der Bahntrasse auf den Breitbaueräckern ein Depot mit 43 Goldmünzen aus der Mitte des 1. Jahrhunderts v. Chr. gefunden. Der Finder, Alois Kugler aus Ödenburg (Sopron), verbrachte die Münzen in die Museen von Budapest, Sopron, sowie in einige kleinere Heimatmuseen. Im Soproner Museum sind drei Münzen vorhanden, eine vom boischen BIATEC-Typus, ein Athene-Alkis-Typ und ein Regenbogenschüsselchen. Im selben Jahr soll auch noch ein Topf mit 65 Goldmünzen gefunden worden sein, darüber gibt es allerdings keine genaueren Informationen.
Der Ort gehörte wie das gesamte Burgenland bis 1920/21 zu Ungarn (Deutsch-Westungarn). Seit 1898 musste aufgrund der Magyarisierungspolitik der Regierung in Budapest der ungarische Ortsname Fraknónádásd verwendet werden.
Nach Ende des Ersten Weltkriegs wurde Deutsch-Westungarn in dem Vertrag von St. Germain 1919 Österreich zugesprochen. Der Ort gehört seit 1921 zum neu gegründeten Bundesland Burgenland (siehe auch Geschichte des Burgenlandes).
Marktgemeinde ist Rohrbach bei Mattersburg seit 1992 (durch VO 47).

### Bevölkerungsentwicklung

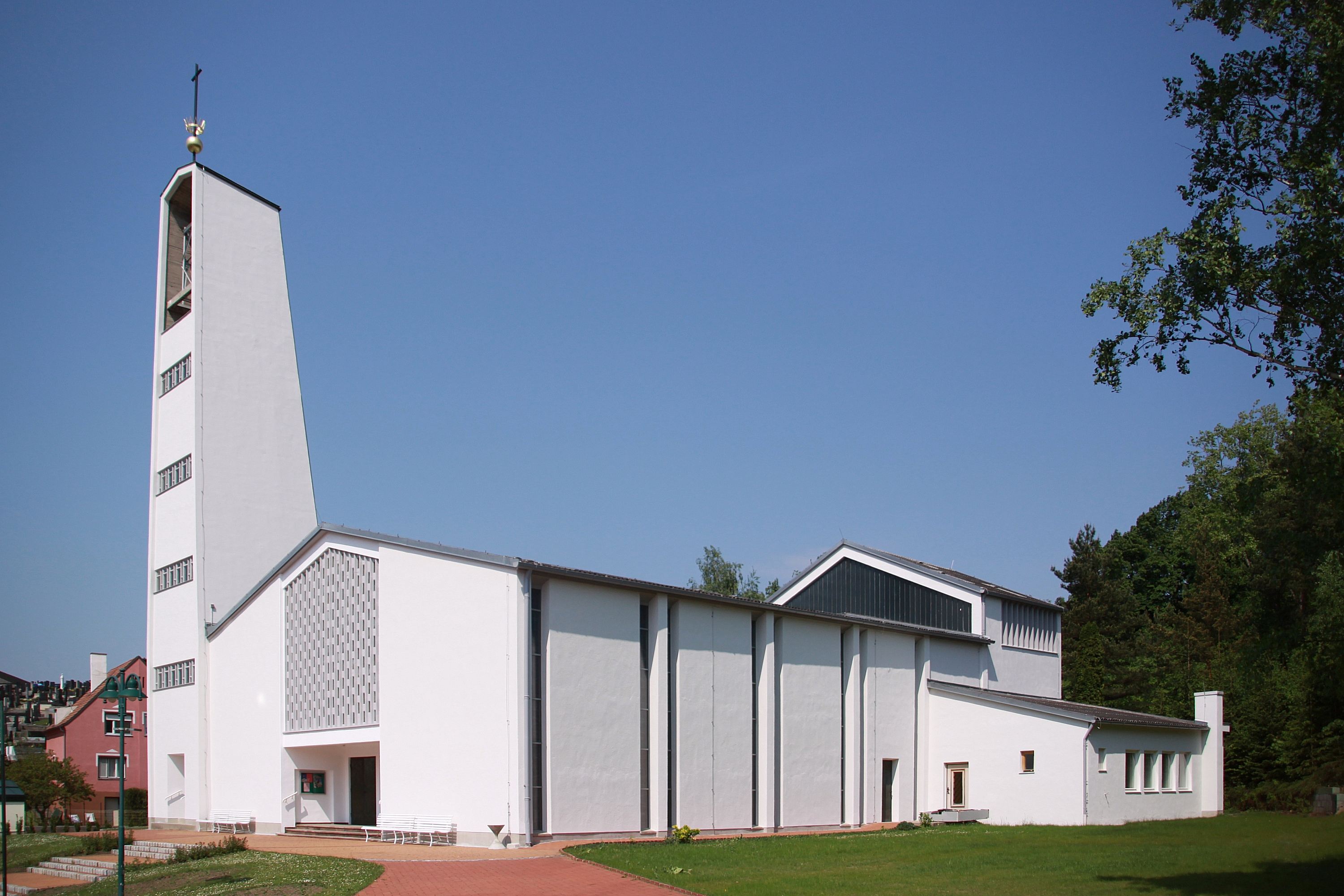
Pfarrkirche Rohrbach bei Mattersburg

## Kultur und Sehenswürdigkeiten
- Katholische Pfarrkirche Rohrbach bei Mattersburg hl. Sebastian

### Sport

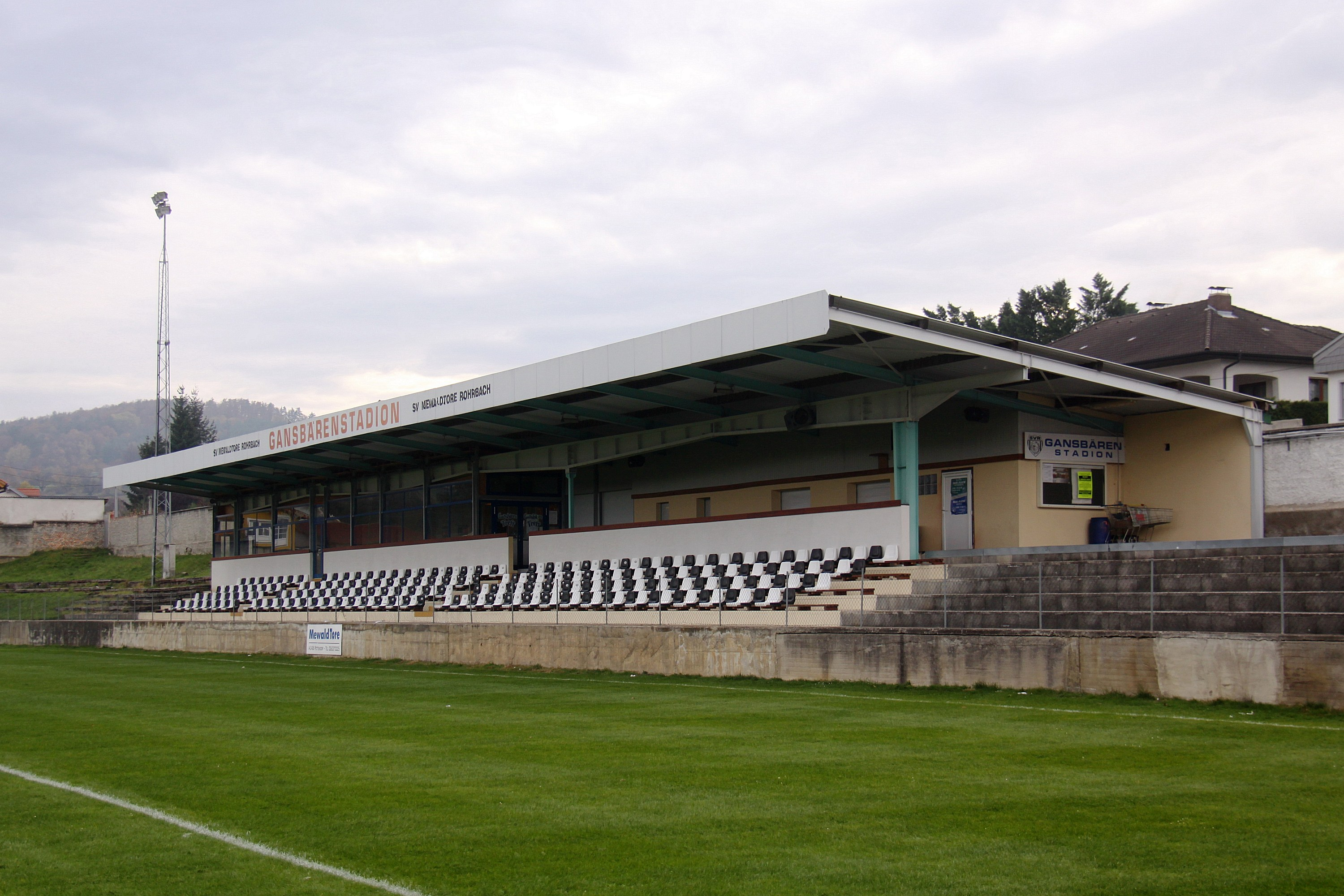
Gansbärenstadion des SV Rohrbach

Von überregionaler Bedeutung sind im Besonderen
- der Sportverein Rohrbach durch seine Erfolge im Österreichischen Fußball-Cup,
- die Kickboxer,
- der Baseballverein, spielt in der 1. Bundesliga.

### Kulinarik
Ein Brauchtum in Rohrbach bei Mattersburg ist ein besonderes Trinkritual, bei dem die Teilnehmer einen sogenannten Rohrbacher (dial. „Roawecka“) trinken. Hierbei handelt es sich um eine 50-50-Mischung aus rotem und weißem Wein.

## Wirtschaft
Von wesentlicher Bedeutung für das Gebiet von Rohrbach ist der am Rohrbacher Sattel gelegene alte Kulturhain der Edelkastanie, der größte in ganz Österreich.

## Politik

### Gemeinderat
Der Gemeinderat umfasst aufgrund der Einwohnerzahl insgesamt 23 Mitglieder.
| Partei          | 2022             | 2022             | 2022             | 2017             | 2017             | 2017             | 2012             | 2012             | 2012             | 2007             | 2007             | 2007             | 2002             | 2002             | 2002             | 1997             | 1997             | 1997             |
| Partei          | Sti.             | %                | M.               | Sti.             | %                | M.               | Sti.             | %                | M.               | Sti.             | %                | M.               | Sti.             | %                | M.               | Sti.             | %                | M.               |
| --------------- | ---------------- | ---------------- | ---------------- | ---------------- | ---------------- | ---------------- | ---------------- | ---------------- | ---------------- | ---------------- | ---------------- | ---------------- | ---------------- | ---------------- | ---------------- | ---------------- | ---------------- | ---------------- |
| SPÖ             | 1156             | 75,95            | 18               | 1106             | 67,94            | 16               | 1022             | 61,60            | 14               | 1107             | 63,15            | 15               | 1114             | 63,51            | 15               | 988              | 58,88            | 14               |
| ÖVP             | 366              | 24,05            | 5                | 393              | 24,14            | 6                | 491              | 29,60            | 7                | 561              | 32,00            | 8                | 512              | 29,19            | 7                | 556              | 33,13            | 8                |
| WIR A1          | nicht kandidiert | nicht kandidiert | nicht kandidiert | 129              | 7,92             | 1                | nicht kandidiert | nicht kandidiert | nicht kandidiert | nicht kandidiert | nicht kandidiert | nicht kandidiert | nicht kandidiert | nicht kandidiert | nicht kandidiert | nicht kandidiert | nicht kandidiert | nicht kandidiert |
| FPÖ             | nicht kandidiert | nicht kandidiert | nicht kandidiert | nicht kandidiert | nicht kandidiert | nicht kandidiert | 146              | 8,80             | 2                | 44               | 2,51             | 0                | 128              | 7,30             | 1                | 134              | 7,99             | 1                |
| FBL             | nicht kandidiert | nicht kandidiert | nicht kandidiert | nicht kandidiert | nicht kandidiert | nicht kandidiert | nicht kandidiert | nicht kandidiert | nicht kandidiert | 41               | 2,34             | 0                | nicht kandidiert | nicht kandidiert | nicht kandidiert | nicht kandidiert | nicht kandidiert | nicht kandidiert |
| Wahlberechtigte | 2233             | 2233             | 2233             | 2210             | 2210             | 2210             | 2254             | 2254             | 2254             | 2277             | 2277             | 2277             | 2199             | 2199             | 2199             | 2091             | 2091             | 2091             |
| Wahlbeteiligung | 77,79 %          | 77,79 %          | 77,79 %          | 83,39 %          | 83,39 %          | 83,39 %          | 81,32 %          | 81,32 %          | 81,32 %          | 83,18 %          | 83,18 %          | 83,18 %          | 88,22 %          | 88,22 %          | 88,22 %          | 90,48 %          | 90,48 %          | 90,48 %          |

### Gemeindevorstand

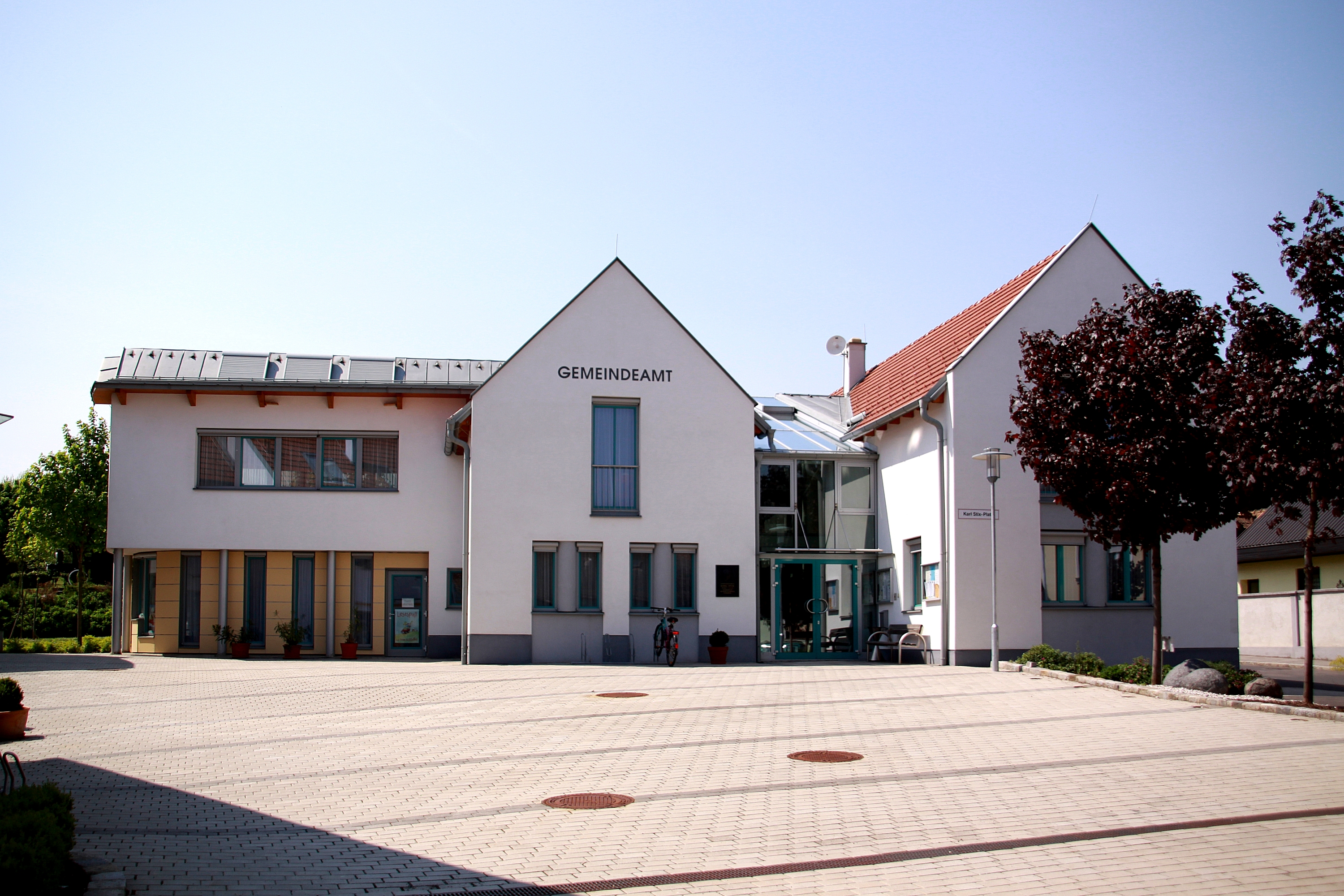
Gemeindeamt der Marktgemeinde

Neben Bürgermeister Günter Schmidt (SPÖ) und den beiden Vizebürgermeistern Waltraud Gartner (SPÖ) und Martin Mihalits (ÖVP) gehören weiters Michael Schuller (SPÖ), Thomas Schmidt (SPÖ), Esther Radowan (SPÖ) und Anita Riegler (SPÖ) dem Gemeindevorstand an.

### Bürgermeister
Bürgermeister ist seit dem 8. März 2017 Günter Schmidt (SPÖ).
Bis zur Gemeindewahlordnung 1992 (GemWO 1992) wurden die Bürgermeister vom jeweiligen Gemeinderat gewählt. Ab 1992 werden die Bürgermeister in einer eigenen Wahl, zum gleichen Termin wie die Gemeinderäte, direkt gewählt.

#### Chronik der Bürgermeister
Bürgermeister (in der Republik Österreich)
- 1923–1927 Stefan Wittmann, (CSP)
- 1927–1931 Stefan Rauhofer, (CSP)
- 1931–1945 Stefan Sauer, (CSP)
- 1945–1951 Karl Trimmel, (ernannt)
- 1951–1958 Anton Sinowatz (SPÖ)
- 1958–1961 Julius Gerdenitsch (SPÖ)
- 1961–1962 Anton Sinowatz (SPÖ)
- 1962–1972 Florian Kietaibl (SPÖ)
- 1972–1982 Lorenz Landl (ÖVP)
- 1982–2002 Franz Guttmann (SPÖ)
- 2002–2017 Alfred Reismüller (SPÖ)
- seit 2017 Günter Schmidt (SPÖ)

### Wappen
|  | Blasonierung: In dem vom Schwarz und Rot gespaltenen Schild eine nach vorn gerichtete, silberne, golden bewährte, hissende Gans. Das Wappen wurde am 1. November 1980 verliehen. Der Spitzname der Rohrbacher Bevölkerung ist „Die Gansbären“. Das Gemeindewappen Rohrbachs ziert ebenfalls der Gansbär, dessen etymologische Herkunft jedoch ungeklärt ist. |

## Persönlichkeiten

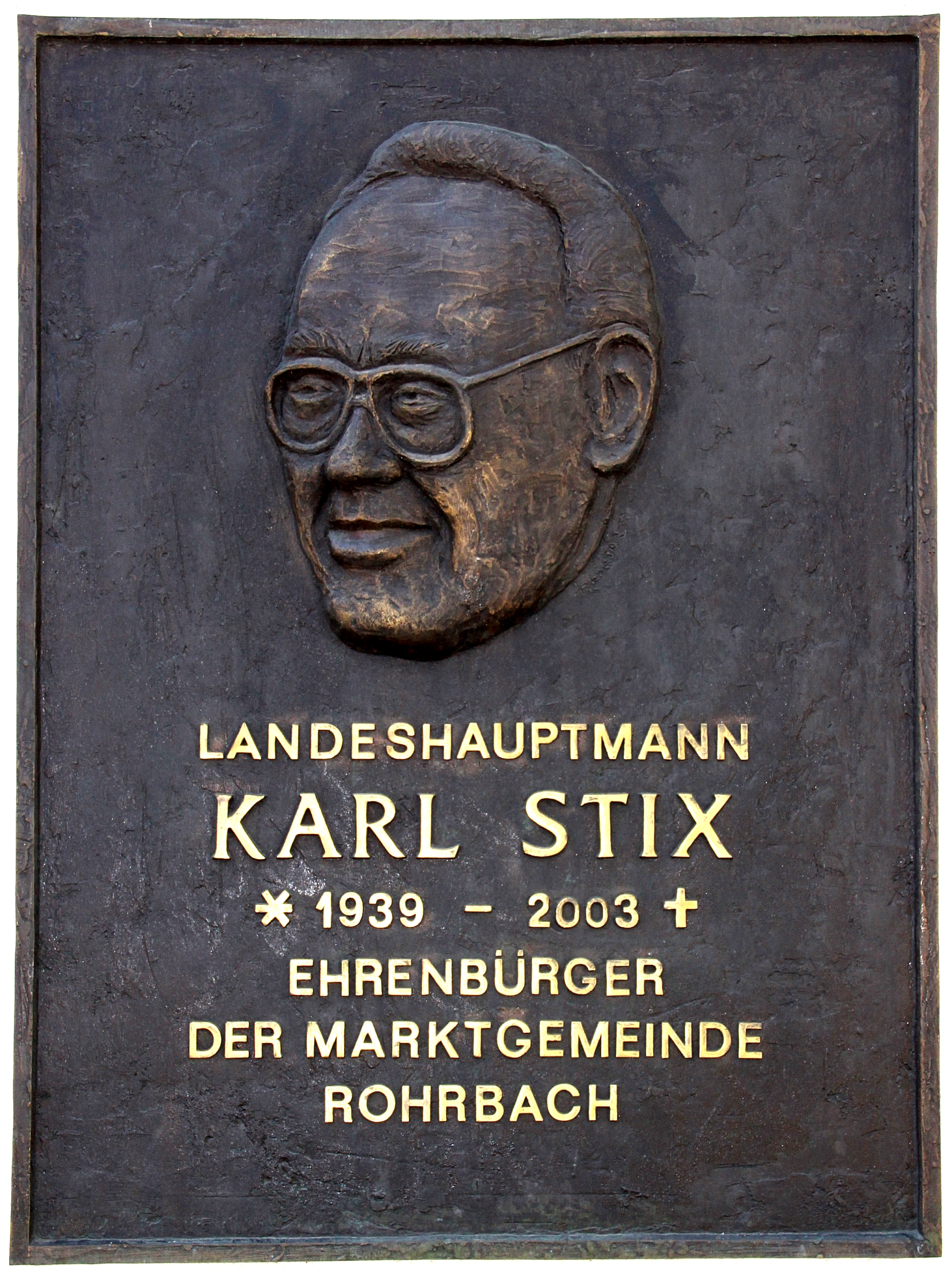
Ehrenbürgertafel für Landeshauptmann (1991–2000) Karl Stix

### Söhne und Töchter der Gemeinde
- Franz Guttmann (* 1949), Politiker (SPÖ)
- Josef Herowitsch (1936–2014), Priester und Kulturintendant
- Die Brüder Eduard und Johannes Kutrowatz stammen aus Rohrbach und beschäftigen sich seit ihrer frühesten Jugend mit Musik.
- Lorenz Landl (* 1938), Politiker (ÖVP)

### Ehrenbürger
- Karl Stix (* 1939; † 2003), Politiker (SPÖ, Landeshauptmann)

## Bilderbogen von Rohrbach bei Mattersburg

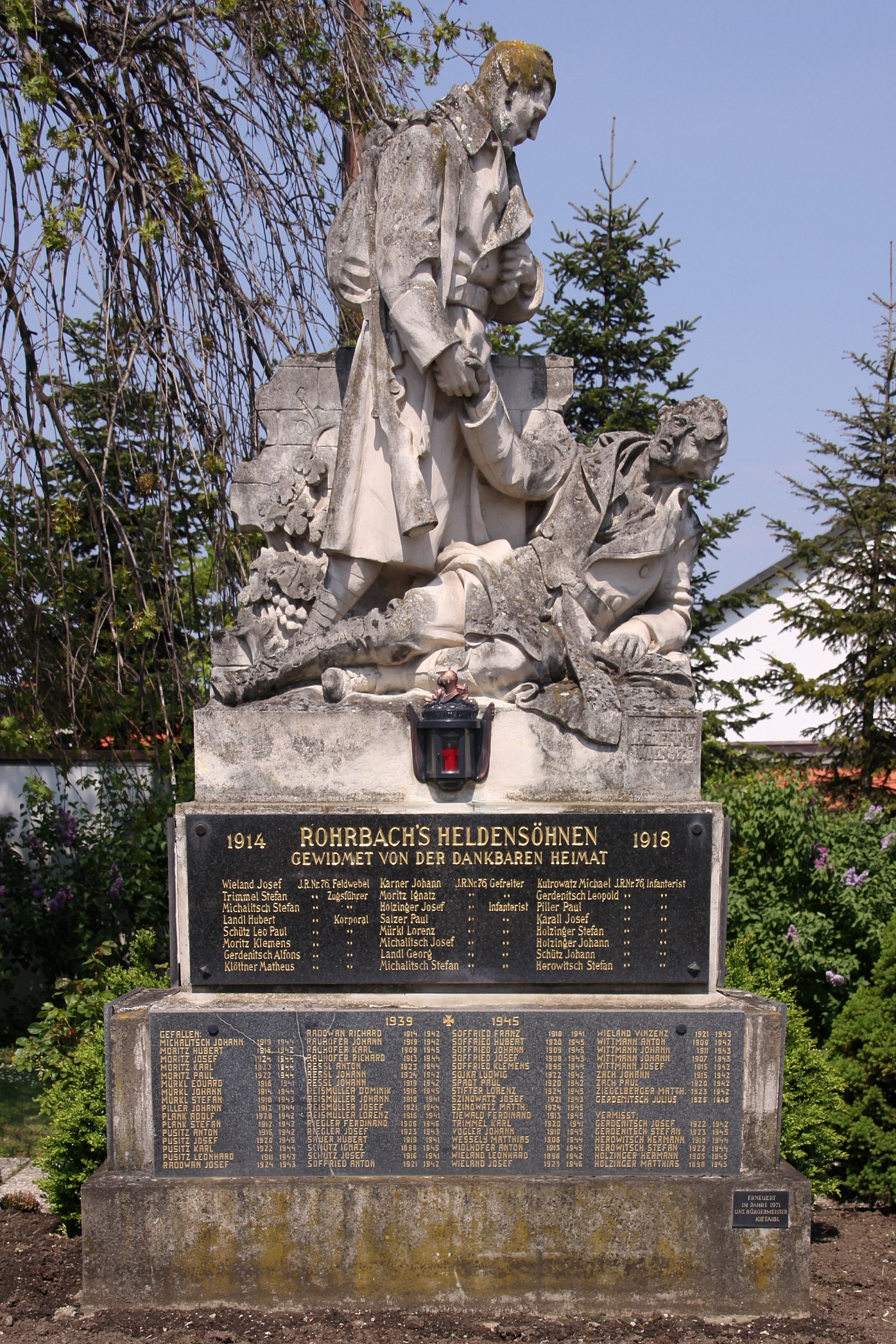
Kriegsopferdenkmal
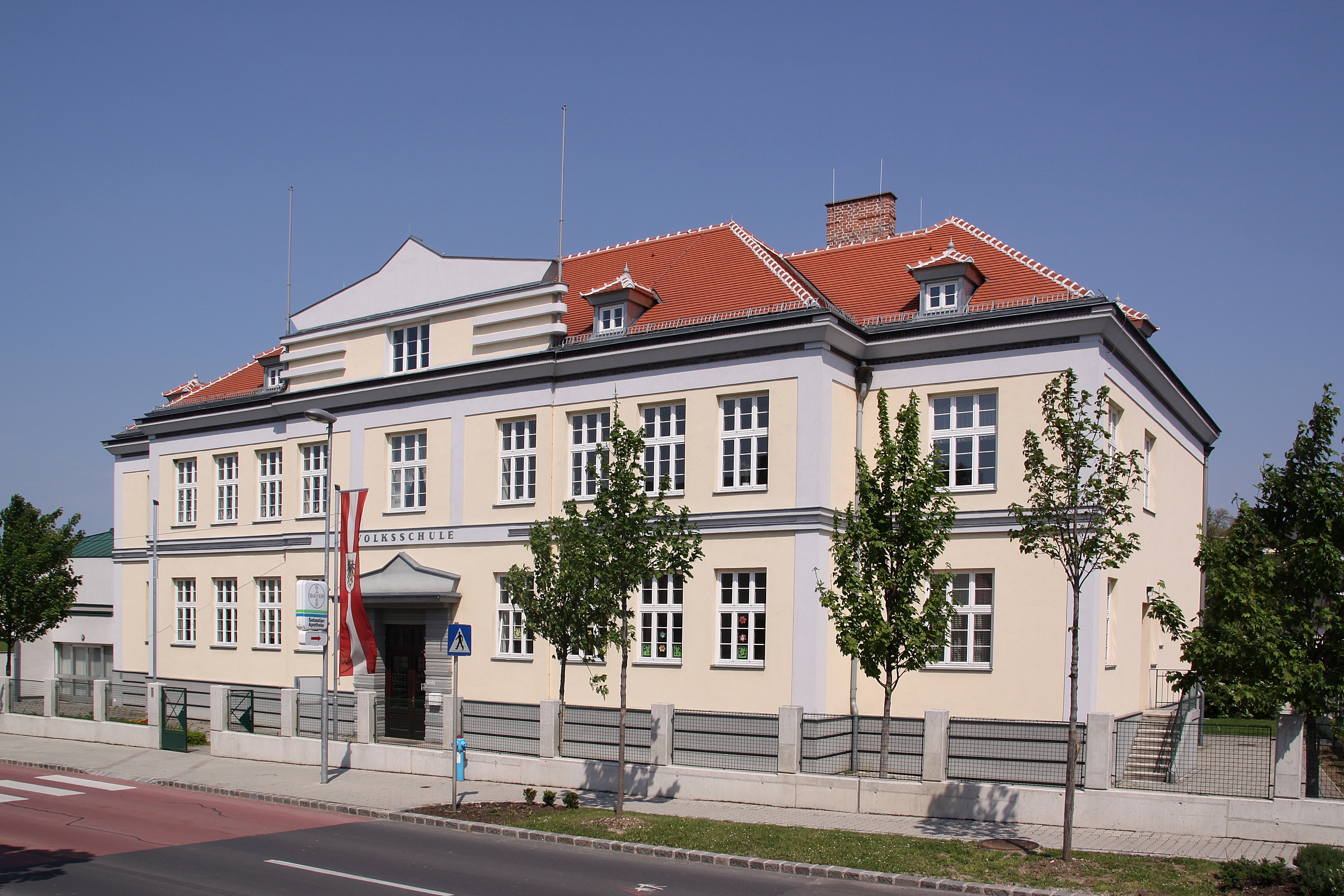
Denkmalgeschützte Volksschule
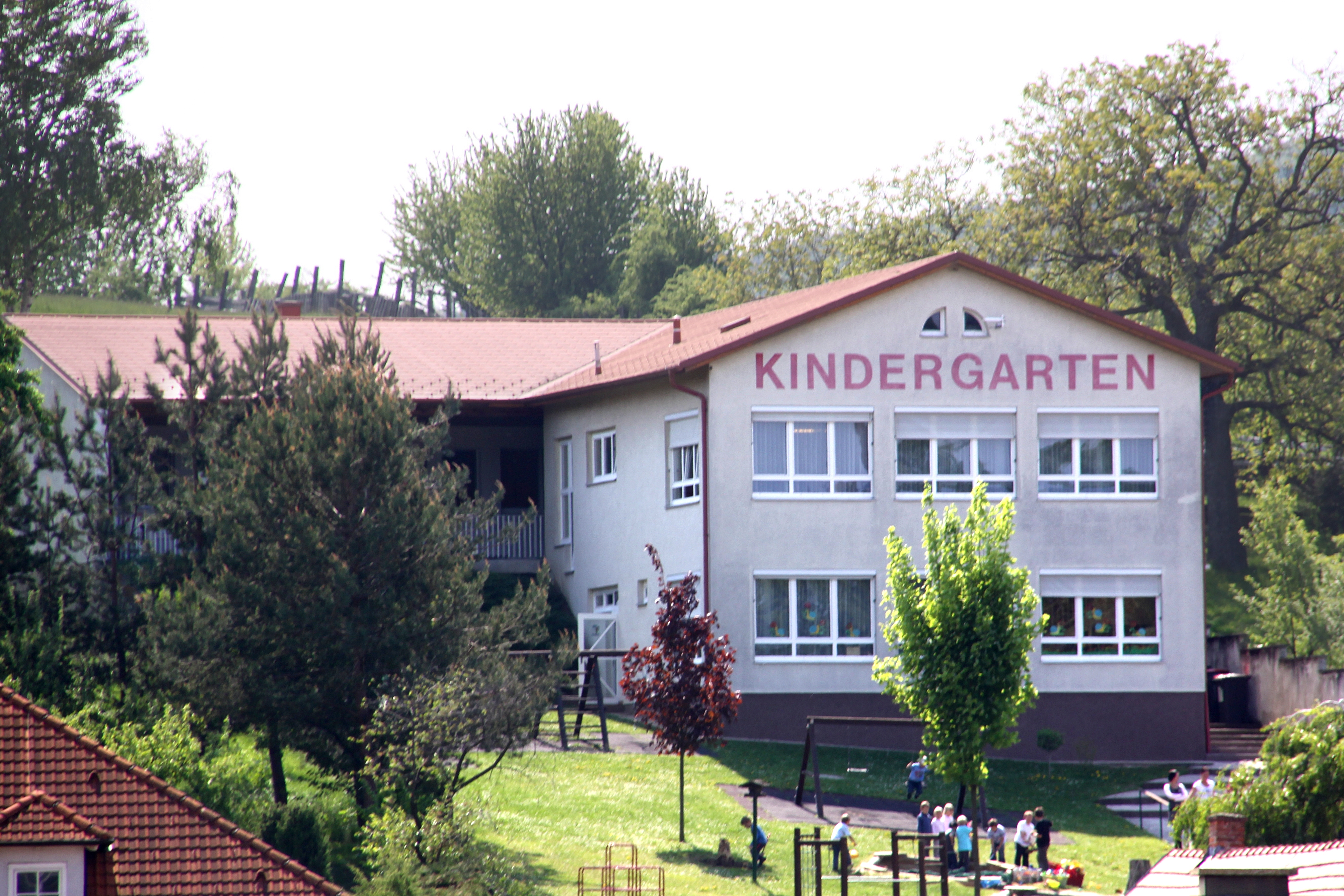
Kindergarten
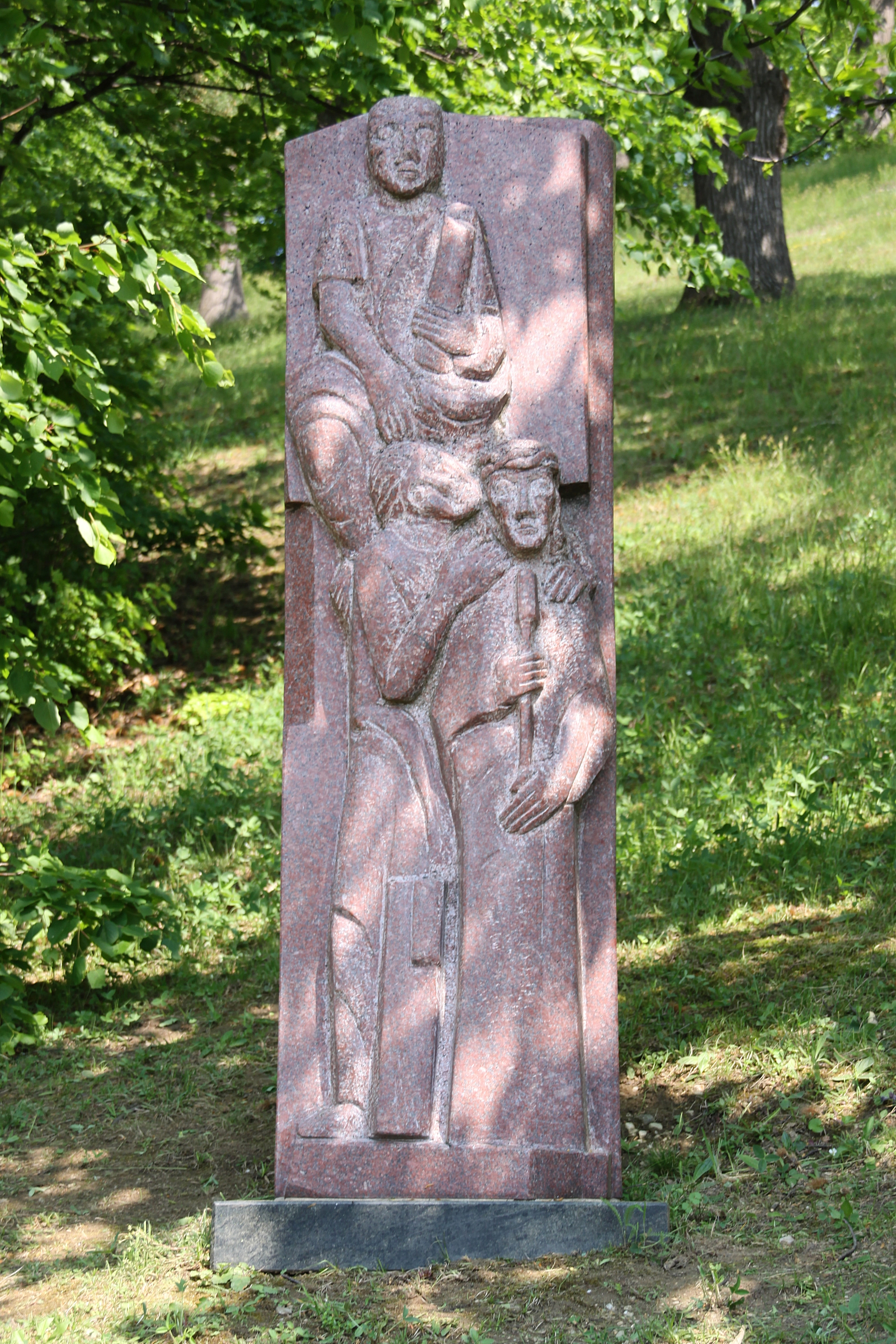
Kreuzweg am Kalvarienberg (Kegalberg) mit Skulpturen von Thomas Resetarits
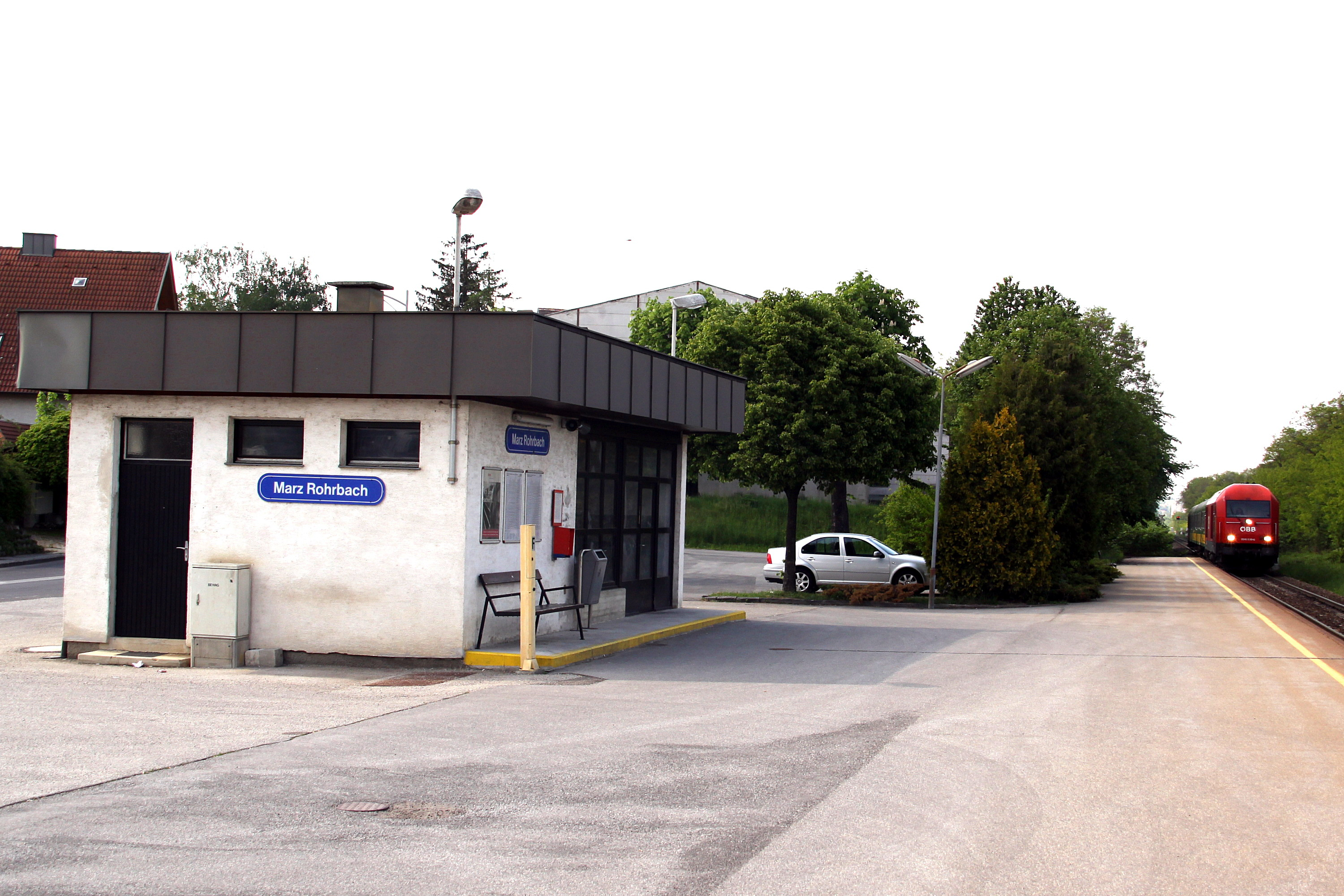
Haltestelle der Mattersburger Bahn
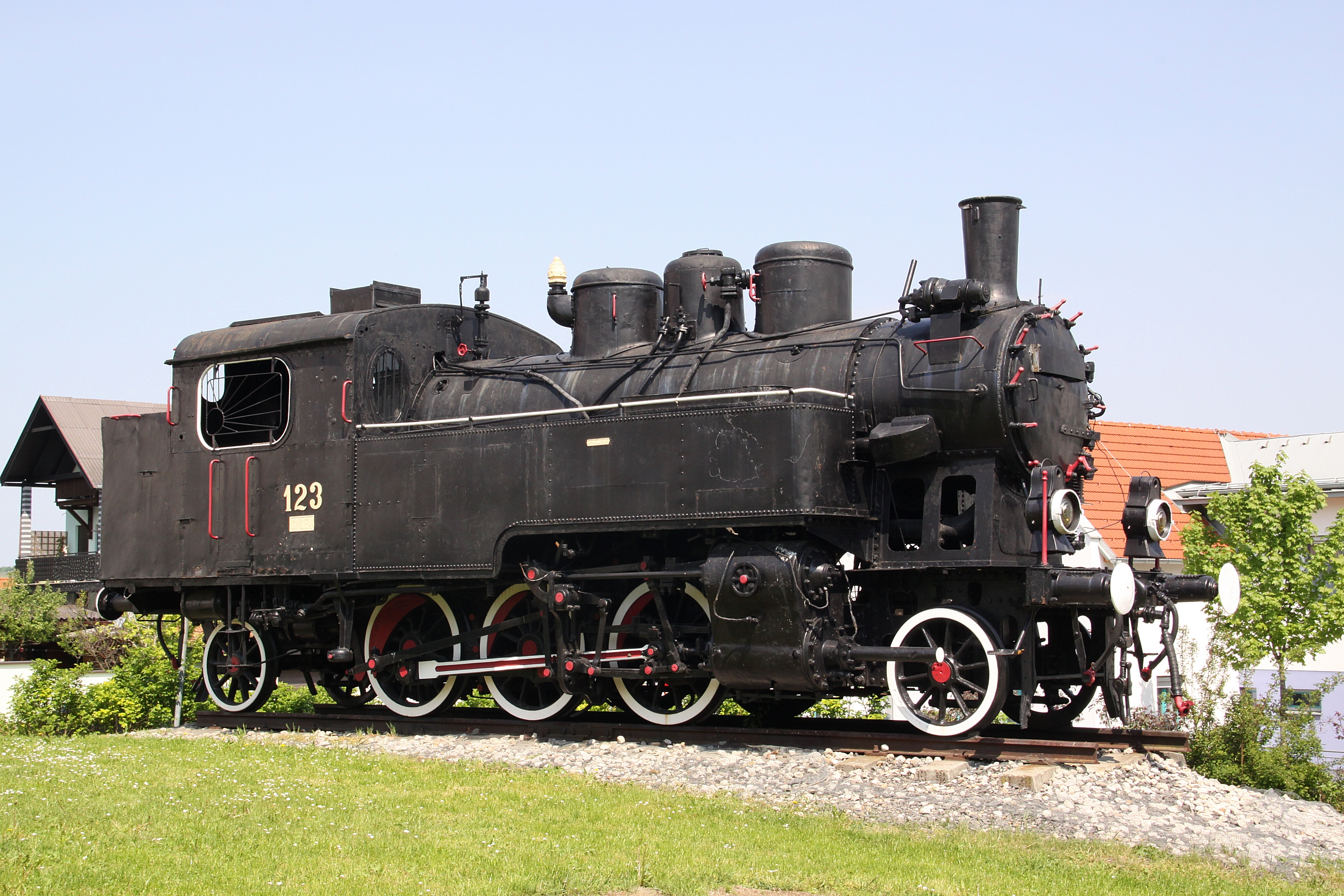
Lokomotivdenkmal (dieses zeigt allerdings eine Dampflokomotive der GySEV, Baureihe 123)